# فرانچسکو کونتی (بازیکن فوتبال)
فرانچسکو کونتی (انگلیسی: Francesco Conti؛ زادهٔ ۳۰ اوت ۱۹۶۲) بازیکن فوتبال اهل ایتالیا است.
از باشگاه‌هایی که در آن بازی کرده‌است می‌توان به باشگاه فوتبال آ.ث. میلان اشاره کرد.